# Élections générales boliviennes de 2009
Les élections générales boliviennes de 2009 ont lieu de manière anticipée le 6 décembre 2009 en Bolivie afin d'élire notamment le président, le vice-président et les membres de l'Assemblée législative plurinationale. Ces élections font suite au référendum constitutionnel de 2009 approuvant la nouvelle constitution du pays qui est promulguée le 7 février 2009. 
Les élections sont marquées par une victoire importante du parti du président sortant Evo Morales, le Mouvement vers le socialisme (MAS).

## Contexte
Les élections générales de 2009 s'inscrivent dans le cadre de la réécriture de la constitution bolivienne. Effectivement, faisant suite à un référendum, une nouvelle constitution a été promulguée le 7 février 2009 et certaines dispositions transitoires exigeaient la mise en place de nouvelles règles électorales ainsi que l'organisation de nouvelles élections générales. 
Constituant une étape charnière entre le régime électoral précédent et le nouveau régime électoral qui allait régir les prochains exercices électoraux, les élections générales de 2009 se distinguaient des élections précédentes, notamment sur des procédures liées à la réélection présidentielle, au vote à l'étranger, au registre biométrique et à la constitution de circonscriptions spéciales pour les groupes autochtones minoritaires.  
Cinq départements, qui ne l'avaient pas encore fait, et onze municipalités votent également pour une plus grande autonomie, tel que le prévoit la nouvelle constitution.   

## Système électoral
L'ensemble des scrutins se déroule simultanément, le seul vote de l'électeur pour un parti comptant pour ses candidats à la présidence, à la Chambre des sénateurs, et pour ceux élus à la proportionnelle à la Chambre des députés.

### Sièges à pourvoir
Les élections concernent la désignation :
- du président et du vice-président de l'État ;
- des 130 membres à la Chambre des députés ;
- des 36 membres du Sénat.

### Président
Le président bolivien est élu en même temps que le vice-président pour un mandat de cinq ans au scrutin uninominal majoritaire à deux tours. Si aucun candidat ne remporte la majorité absolue des voix dès le premier tour, un second est organisé entre les deux candidats arrivés en tête, et celui recueillant le plus de suffrages est déclaré élu. Jusqu'en 2009, un vote des deux chambres du parlement réunies en congrès départageait les deux candidats arrivés en tête. Le candidat arrivé troisième prenait part à ce vote jusqu'en 1995.
Une nouveauté de ces élections constitue le fait que les Boliviens résidant à l'étranger ne peuvent voter que pour le président et le vice-président, et non plus pour des députés et des sénateurs. 

### Parlement
La Bolivie est dotée d'un parlement bicaméral appelé Assemblée législative plurinationale. Celle-ci est composée d'une chambre basse, la Chambre des députés, et d'une chambre haute, la Chambre des Sénateurs. Toutes deux sont renouvelées simultanément pour un mandat de cinq ans.
Les électeurs votent au scrutin majoritaire pour un candidat à la chambre des députés dans leur circonscription, et votent séparément pour la liste d'un parti. Ce second vote compte pour le candidat à la présidentielle et pour la répartition des sièges de l'autre partie de la chambre des députés ainsi que de la totalité de ceux de la chambre des sénateurs.
La Chambre des députés est en effet dotée de 130 sièges dont 70 pourvus au scrutin uninominal majoritaire à un tour dans autant de circonscriptions électorales, tandis que les 60 sièges restants le sont au scrutin proportionnel plurinominal dans neuf circonscriptions correspondant aux départements du pays, en fonction de leurs populations lors du dernier recensement. Une fois le décompte des suffrages terminé, la répartition des 60 sièges se fait à la proportionnelle sur la base du quotient simple, et les sièges restants selon la méthode du plus fort reste. 
La Chambre des sénateurs est quant à elle dotée de 36 sièges pourvus au scrutin proportionnel plurinominal dans neuf circonscriptions correspondant aux départements du pays, à raison de quatre sièges par département. La répartition se fait selon la même méthode qu'à la chambre basse.
Les candidats doivent avoir au moins 25 ans pour être député, et 35 ans pour être sénateur. Tous les candidats élus au scrutin majoritaire doivent avoir un suppléant du sexe opposé. De même, les listes des partis doivent alterner les candidats masculins et féminins. Sur les 70 sièges majoritaire, sept sont réservés aux minorités indigènes.

## Forces en présence
| Parti | Parti                                                                                                   | Idéologie                                                                     | Candidats et colistiers                      | Résultat en 2005                         |
| ----- | --- | ----------------------------------------------------------------------------- | -------------------------------------------- | ---------------------------------------- |
|       | Mouvement vers le socialisme Movimiento al Socialismo (MAS)                                             | Gauche Socialisme du XXIe siècle, bolivarisme, plurinationalisme, indigénisme | Evo Morales Álvaro García Linera             | 53,74 % des voix 72 députés 12 sénateurs |
|       | Plan Progrès pour la Bolivie - Convergence nationale Plan Progreso para Bolivia - Convergencia Nacional | Droite                                                                        | Manfred Reyes Villa Leopoldo Fernández       | Nouveau                                  |
|       | Front d'unité nationale Frente de Unidad Nacional                                                       | Droite Libéralisme économique, conservatisme sociétal, fédéralisme            | Samuel Doria Medina Gabriel Helbing          | 7,80 % des voix 8 députés 1 sénateurs    |
|       | Alliance sociale Alianza Social                                                                         | Gauche                                                                        | René Joaquino Cabrera Carlos Suárez Gonzáles | Nouveau                                  |

## Résultats
|                          |                                                      |                                                       |           |       |         |           |  |  |  |  |
| Parti ou coalition       | Parti ou coalition                                   | Candidat présidentiel et colistier                    | Votes     | %     | Députés | Sénateurs |  |  |  |  |
|                          | Mouvement vers le socialisme                         | Evo Morales Álvaro García Linera                      | 2 943 209 | 64,22 | 88      | 26        |  |  |  |  |
|                          | Plan Progrès pour la Bolivie - Convergence nationale | Manfred Reyes Villa Leopoldo Fernández Ferreira       | 1 212 795 | 26,46 | 37      | 10        |  |  |  |  |
|                          | Front d'unité nationale                              | Samuel Doria Medina Gabriel Helbing Arauz             | 258 971   | 5,65  | 3       | 0         |  |  |  |  |
|                          | Alianza Social                                       | René Joaquino Cabrera Carlos Suárez Gonzáles          | 106 027   | 2,31  | 2       | 0         |  |  |  |  |
|                          | Movimiento de Unidad Social Patriótica               | Ana María Flores Sanzetanea Guillermo Nuñez Del Prado | 23 257    | 0,51  | 0       | 0         |  |  |  |  |
|                          | GENTE                                                | Román Loayza Caero Porfirio Quispe Mamani             | 15 627    | 0,34  | 0       | 0         |  |  |  |  |
|                          | Pueblos por la Libertad y Soberanía                  | Alejo Véliz Lazo Pablo Valdez Molina                  | 12 995    | 0,28  | 0       | 0         |  |  |  |  |
|                          | Bolivia Social Demócrata                             | Rime Choquehuanca Aguilar Nora Castro Retamozo        | 9 905     | 0,22  | 0       | 0         |  |  |  |  |
|                          |                                                      |                                                       |           |       |         |           |  |  |  |  |
| Votes valides            | Votes valides                                        | Votes valides                                         | 4 582 786 | 89,16 |         |           |  |  |  |  |
| Votes blancs             | Votes blancs                                         | Votes blancs                                          | 156 290   | 3,21  |         |           |  |  |  |  |
| Votes nuls               | Votes nuls                                           | Votes nuls                                            | 120 364   | 2,48  |         |           |  |  |  |  |
| Total                    | Total                                                | Total                                                 | 4 734 339 | 100   | 130     | 36        |  |  |  |  |
| Abstention               | Abstention                                           | Abstention                                            | 280 114   | 5,45  |         |           |  |  |  |  |
| Inscrits / participation | Inscrits / participation                             | Inscrits / participation                              | 4 948 823 | 95,67 |         |           |  |  |  |  |

## Analyse
Les élections sont remportées par le Mouvement vers le socialisme (MAS) et son dirigeant et président sortant, Evo Morales, qui est largement réélu avec plus de 64 % des voix. Son plus proche rival, Manfred Reyes Villa, obtient quant à lui environ 26,5 % des voix.
Le MAS réussit également à remporter les deux tiers des sièges à la Chambre des députés et au Sénat, un résultat lui permettant de bénéficier de pouvoirs étendus.